# Side Looking Airborne Radar
SLAR (ang. Side Looking Airborne Radar, pokładowy radar obserwacji bocznej, inne spotykane spolszczenia: lotniczy radar skanujący, radar obserwacji bocznej, radar bocznego wybierania) – radar służący do tworzenia obrazów radarowych o dość dużej rozróżnialności (od kilkunastu do kilkudziesięciu metrów). Urządzenia tego typu były poprzednikami radarów z syntetyczną aperturą SAR.
Duża rozróżnialność uzyskiwana jest poprzez zastosowanie anten o dużej długości (3–10 m) i pracę w wysokich pasmach – zwykle pasmo X (3 cm), Ku (2 cm), K (1 cm). Na burtach samolotu umieszcza się dwie anteny kierunkowe (po jednej z każdej strony, by można było tworzyć obrazy po lewej i prawej stronie w stosunku do toru lotu). Szerokość wiązki takich anten jest w zakresie 0,2-0,6°, rozróżnialność na odległości 10 km w zakresie 30–90 m. Rozróżnialność radaru SLAR pogarsza się wraz z odległością (dwukrotny wzrost odległości powoduje dwukrotne pogorszenie rozróżnialności radaru w kierunku ruchu).
Obecnie radary SLAR wykorzystuje się głównie do celów monitorowania stanu morza i wykrywania zanieczyszczeń ropopochodnych – plam ropy powstałych w wyniku katastrof, a także zanieczyszczeń intencjonalnie spuszczanych do morza przez statki (np. zrzuty wody zęzowej). Ponieważ powierzchnia morza pokryta ropą ma mniejszą odbiciowość w porównaniu z obszarem czystym, plamy ropy obrazowane są jako ciemne (słabiej odbijające) obszary.
Radar SLAR jest radarem skanującym, w którym do tworzenia obrazu wykorzystuje się ruch samolotu. Ponieważ antena „patrzy” w bok, obraz tworzony jest na ekranie monitora linia po linii, a dany obszar pojawia się na ekranie w momencie, gdy samolot mija go na trawersie.
Jako źródło promieniowania mikrofalowego wykorzystuje się magnetron. Przetwarzanie sygnałów we współczesnych radarach SLAR realizowane jest cyfrowe przetwarzanie sygnałów, a wytworzony obraz przechowuje się na nośniku magnetycznym lub pamięci nieulotnej w celach dowodowych.
W pierwszych radarach SLAR stosowano analogowe przetwarzanie sygnałów – odebrany sygnał przekazywany był do lampy obrazującej (oscyloskopu), który wyświetla tylko jedną linię w danym czasie. Następnie z oscyloskopu obraz rzutowany jest na film światłoczuły, na którym obraz rejestrowany linia po linii. Po wywołaniu filmu zarejestrowany był na nim obraz SLAR.
W chwili obecnej radary SLAR są wypierane przez radary SAR, których rozróżnialność w kierunku ruchu nie zależy od odległości, i zawiera się w granicach 0,3–30 m.